# Янгсвілл (Північна Кароліна)
Янгсвілл (англ. Youngsville) — місто (англ. town) в США, в окрузі Франклін штату Північна Кароліна. Населення — 2016 осіб (2020).

## Географія
Янгсвілл розташований за координатами 36°1′37″ пн. ш. 78°28′55″ зх. д. / 36.02694° пн. ш. 78.48194° зх. д. (36.026869, -78.481978).  За даними Бюро перепису населення США в 2010 році місто мало площу 4,21 км², з яких 4,19 км² — суходіл та 0,02 км² — водойми.

## Демографія
Згідно з переписом 2010 року, у місті мешкало 1157 осіб у 522 домогосподарствах у складі 294 родин. Густота населення становила 275 осіб/км².  Було 562 помешкання (134/км²).
Расовий склад населення:
| - 69,3 % — білих - 25,1 % — чорних або афроамериканців - 0,8 % — азіатів - 0,3 % — корінних американців - 2,9 % — осіб інших рас |

До двох чи більше рас належало 1,6 %. Частка іспаномовних становила 4,8 % від усіх жителів.
За віковим діапазоном населення розподілялося таким чином: 25,0 % — особи молодші 18 років, 66,2 % — особи у віці 18—64 років, 8,8 % — особи у віці 65 років та старші. Медіана віку мешканця становила 32,5 року. На 100 осіб жіночої статі у місті припадало 92,5 чоловіків;  на 100 жінок у віці від 18 років та старших — 89,9 чоловіків також старших 18 років.
Середній дохід на одне домашнє господарство  становив 49 088 доларів США (медіана — 35 357), а середній дохід на одну сім'ю — 60 491 долар (медіана — 42 500). За межею бідності перебувало 13,8 % осіб, у тому числі 23,2 % дітей у віці до 18 років та 0,0 % осіб у віці 65 років та старших.
Цивільне працевлаштоване населення становило 753 особи. Основні галузі зайнятості: освіта, охорона здоров'я та соціальна допомога — 24,6 %, роздрібна торгівля — 13,7 %, виробництво — 10,5 %, мистецтво, розваги та відпочинок — 10,4 %.